# Qadeš

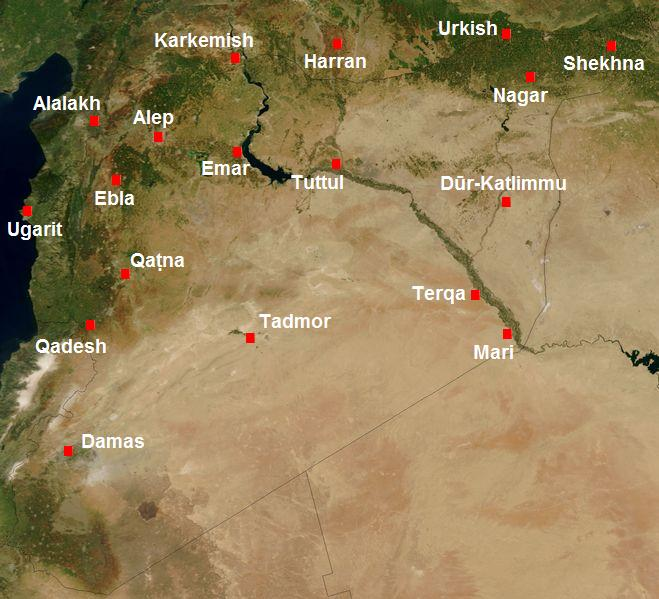
Mappa della Siria con le principali città del 2° millennio a.C.; Qadeš è a sinistra

Qadeš (spesso traslitterata Kadesh o Qadesh), il cui nome nella lingua egizia significa "la Santa (città)", era un'antica città del Levante, ubicata sulle rive del fiume Oronte, probabilmente identificabile con i resti a Tell Nebi Mend, a circa 24km sud-ovest di Homs, nell'odierna Siria occidentale.
Kadesh è anzitutto conosciuta per essere state una delle due città cananee (l'altra è Megiddo) che guidò la coalizione delle città-stato che si oppose alla conquista del Levante da parte del faraone egizio Thutmose III. In questo periodo Kadesh (Qidshu nell'accadico delle lettere di Amarna) era probabilmente guidata dal sovrano di Mittani, la prima rivale straniera dell'Egitto per il controllo del Levante. La successiva vittoria egizia nella battaglia di Megiddo portò l'egemonia dei faraoni a estendersi su tutta la Siria meridionale. Una corrispondenza tra il sovrano di Kadesh e il faraone Akhenaton è conservata nelle lettere di Amarna. I nomi di tre sovrani di Kadesh sopravvivono nelle fonti contemporanee: Shuttarna (attorno al 1350 a.C.); Etakkama (attorno agli anni Quaranta del XIV secolo a.C.) e Niqmaddu (1330 a. C. circa-1325 a. C. circa).
La città è meglio nota, comunque, per essere stata il teatro della battaglia detta appunto di Qadeš, una delle meglio documentate dell'antichità, combattuta dalle due super-potenze del XIII secolo a.C.: l'Egitto e gli Ittiti, sotto il cui controllo rimase la città.

## Nell'Antico Testamento
L'Antico Testamento, nel Libro dei Numeri, menziona Kadesh al tempo di Mosè (XIII - XII° secolo a.C.) come teatro di una delle poche sconfitte subite dal popolo di Israele, durante l'Esodo dalla schiavitù di Egitto. Gli Israeliti camminavano nel Deserto di Paran, vicino alla terra di Canaan: era abitata da Amaleciti, Cananei e Gebusei, "giganti, figli di Anak, della razza dei giganti" (Numeri 13,32-33) che praticavano il cannibalismo, vivendo in città belle e fortificate, con terre irrigate e feconde.
Dio fece sapere al popolo di non volere una battaglia e di muovere verso le steppe di Moab. Quanti partirono per Kadesh, senza l'Arca dell'Alleanza, furono respinti.
Sempre nel XII secolo a.C., Kadesh è il luogo della storica battaglia fra Ittiti ed Egiziani, entrambi posti dal profeta Ezechiele in relazione al popolo eletto.
Se gli Ittiti erano il popolo chiamato Keta, o Kittim nella Bibbia, discendenti di Jafet, i popoli di Canaan per Israele sono simili ai "vicini figli d'Egitto, dalle grosse membra" (Ez 16,26). Gerusalemme ad essi si prostituiva, dimenticando che "Per la tua origine e per la tua nascita sei del paese del Cananeo" (Ez 16,1-5), costruita grazie agli Amorrei e agli Ittiti, centro di origine miserevole e da tutti ignorata, ingrata verso Jahvè che ne fece la città di Re Davide (1010).